# Антун Маврак
Антун Маврак – Кербер (Травник, 1899 – Москва, 1938) је био југословенски комуниста, уредник „Борбе“ и секретар ЦК КПЈ. Након искључења из партије, убијен је током Велике чистке у Совјетском Савезу.

## Биографија
Рођен је 1899. године у Травнику, у радничкој породици. Ту је завршио основну и средњу школу. У Првом светском рату је учествовао на страни српске војске. Након рата је студирао право на Универзитету у Загребу.

### Партијски рад
Био је један од вођа СКОЈ-а на загребачком универзитету. Радио је у студентском клубу »Епур си мове«. Почетком 1920-их неко време су у Загребу деловале две комунистичке омладинске организације. На челу незваничне организације били су Милан Дурман, Антун Маврак и Стјепан Зинић.
Првог маја 1923. године дисидентска група СКОЈ-а, на челу са Миланом Дурманом, Станком Драгићем и Антуном Мавраком, је покренула часопис Омладинска борба. Још пре његовог излажења, загребачка Борба се оградила од њега, обзиром да није имао одобрење партијских органа. Ова група омладинаца је оптуживана да хоће да створи посебан Савез радничке омладине и да „одбија да се подвргне општој дисциплини." У јуну исте године су сређени односи СКОЈ-а у Загребу, и Омладинска борба је прихваћена као званични орган СКОЈ-а, односно СРОЈ-а. Главни и одговорни уредник је био Антун Маврак. Након 17 објављених бројева, излажење листа је обустављено након полицијске забране 15. јануара 1924. године.
Маврак се придружио Комунистичкој партији Југославије 1924. године, и убрзо постаје битна особа у организацији.  На седници Обласног већа Независне радничке партије Југославије за Хрватску и Славонију од 30. септембра 1924. године изабран је за члана тог форума. Био је противник сукоба фракција унутар КПЈ. Антифракционим радом у Загребу 1920-их руководили су Антун Маврак и Станко Драгић, који су 1925. изабрани у Месни комитет, у коме су имали подршку и у Младену Цонићу и Андрији Хебрангу.
Учествовао је на партијској конференцији у Крижевцима 1925. или 1926. године, где је између осталих упознао Јосипа Броза. 1926—1927. године био је сарадник и уредник органа КПЈ „Борбе“. Када је почетком 1927. године Тито дошао у Загреб, са женом и дететом без посла, Маврак му је чак уступио свој стан на привремено кориштење. Првобитно су били у пријатељским односима, али је Маврак убрзо изгубио поверења у Тита из неког разлога.
Године 1928. Маврак је постао секретар Покрајинског комитета КПЈ за Хрватску. Ту дужност обављао је веома кратко јер је због честих прогона загребачке полиције морао да напусти земљу. Године 1929. отишао је илегално у Беч, где га је аустријска полиција ухапсила и желела изручити југословенским властима, али захваљујући акцији међународне јавности то нису учинили. Познати писци тог времена Карл Краус и Анри Барбис упутили су апел аустријском министру правде у вези с изручењем југословенским властима »југословенског бегунца Маврака« и моле да »не повреди најосновнији европски појам човечности«.
Након изласка из бечког затвора био је протеран из Аустрије те је отишао у Француску. Настанио се у Паризу, где је руководио радом у југословенској секцији КП Француске. Сарађивао је у »Пролетеру«.

### На челу партије
У време Шестојануарске диктатуре у Југославији, КПЈ је позвала на оружани отпор, па је уследила серија оружаних окршаја комуниста и полиције. Партијски радикали су узалуд покушавали да покрену масе на „оружани устанак“ путем изолованих уличних борби. Ова тактика КПЈ је изазвала оштре одмазде југословенске полиције, током којих су убијене и ухапшене многе вође комуниста, укључујући Ђуру Ђаковића. Крајем 1929. године лидери КПЈ Јован Малишић и Филип Филиповић су били мета жестоке критике из Москве, због тенденције развоја подземне југословенске партије ка пучизму, на штету фабричког организовања. Коминтерна је тражила ново руководство да заустави фракцијске сукобе и обнови организацију.
Августа 1930. године Антун Маврак је позван у Москву, где га је Извршни комитет Коминтерне именовао за секретара Централне руководеће инстанце КПЈ. Нови фокус је стављен на организацију илегалних синдиката, док су они који хоће тренутни оружани устанак проглашени терористима у партијској штампи.
Све до пролећа 1932. године Маврак је деловао веома активно, нарочито на санацији стања у КПЈ. У априлу 1932. године опет је отпутовао у Москву, где је присуствовао Једанаестом проширеном пленуму Извршног комитета Коминтерне. Истог месеца оптужен је због наводног учешћа у унутарпартијском групашком и фракционашком деловању, након чега га је Коминтерна искључила из КПЈ. Исте године, на чело привременог руководства КПЈ је постављен Милан Горкић.

### Изопштење у Совјетском Савезу
Избачен из партије, Антун Маврак је наставио да живи у Совјетском Савезу као радник. Прво је послан на рад у фабрику »Шљемастрој« у Ростов на Дону.
У јануару 1934. године секретар ЦК КПЈ Милан Горкић је поставио питање његова повратка у партију на сједници ЦК СКЈ. По свој прилици тада је преведен на рад у фабрику аутомобила „ЗИС“ (Завод имена Стаљина) у Москву где је радио наредних година. У Москви је живео веома тешко, потпуно одбачен, и пред крај живота је постао готово бескућник.
Маврак је ухапшен почетком 1938. године, у периоду масовног терора Стаљинове тајне полиције, подстакнутог ксенофобном „анти-шпијунском“ кампањом, што је нарочито тешко погодило стране комунистичке дисиденте. Према сведочењу К. Штајнера, Маврак се налазио у Лубјанки, главном затвору НКВД-а, где је подвргнут „методама психолошке смрти“.
Маврак је терећен заједно са југословенским револуционарима Филипом Филиповићем и Карлом Штајнером, и убрзо стрељан. Посмртно је рехабилитован одлуком Војног колегијума Врховног суда СССР, 1963. године.

## Дела
Сарађивао је у „Борби“, „Пролетеру“ и у органу КП Аустрије „Ди Роте Фане“. Поред многих текстова и чланака, објавио је и брошуру „Захтеви беспослених“.